# Dossiers : Disparus
Dossiers : Disparus est une série télévisée française en douze épisodes de 52 minutes créée par Luc Delasnerie, Aaron Barzman et Olivier Gorce, diffusée du 3 avril 1998 au 28 janvier 2000 sur France 2 puis rediffusée sur 13e rue, Canal Jimmy et NRJ 12.
Au Québec, elle a été diffusée à partir de février 2000 à Séries+.

## Synopsis
Quatre flics forment le groupe "Disparitions", spécialisé dans la recherche de personnes disparues dont le cas est jugé inquiétant, donc urgent. Leur terrain d'intervention comprend Paris et sa proche banlieue.

## Distribution
- Jean-Claude Adelin : Fabio Corsi
- Nathalie Roussel : Florence Sobel
- Didier Pain : René Tudal
- Olivia Brunaux : Geneviève

## Épisodes

### Première saison (1998)
1. Bouboule
2. Madeleine
3. Neda
4. Cyril
5. Benoît
6. Serge et Patrick

### Seconde saison (2000)
1. Vincenzo
2. Élodie
3. Frère Jérôme
4. Cédric
5. Richard et Ben
6. Amanda